# 기 (오대 십국)
기(岐 901년 - 924년 또는, 946년)은 오대 십국 시대에 봉상을 중심으로 현재 산시, 간쑤, 사천 일부 지역을 지배한 나라이다.

## 개요
오대 십국 시대 901년에 봉상 절도사였던 이무정이 세운 지방 정권이다. 오대 십국에는 들어가지지 않는다. 황소의 난에서 전공을 올린 이무정은 곧 절도사에 임명되어 이후 급속히 세력을 확대했다.
891년 흥원(興元) 절도사의 반란을 진압하고, 그 본거지였던 한중을 지배하면서 당나라 조정이 파견한 후임 절도사를 쫓아내고 심복을 유후(대관)로 파견했기 때문에 실질적으로 두 절도사를 겸임하게 된다. 이에 격분한 당나라의 소종은 894년에 이무정 토벌군을 일으키지만, 다른 절도사의 협력을 얻지 못하고 계획은 실패한다. 그 결과, 이무정이 관중 전역을 평정하게 되어 세력을 크게 확대한다. 901년, 당 소종을 협박해 기왕(岐王)의 칭호를 받고, 소종을 자신의 근거지인 봉상으로 보내 천도를 선언한다. 이것으로 자신이 점령한 땅을 10도(道) 20주(州)로 나누고 岐를 국호로 삼아 통치시하게 되어 황제의 자리를 엿볼 지위를 얻게 되었다.
그러나 다른 절도사는 이 움직임에 대해 강력히 반발하고, 주전충·이극용등 유력 세력이 이무정 토벌에 움직이기 시작한다. 903년, 봉상을 포위했다 주전충은 전촉의 왕건과 동맹을 맺고 그를 협공, 어쩔 수 없이 이무정은 소종을 주전충에게 넘기고 항복했다. 기나라는 2도(道) 7주(州)까지 영토가 축소되어 빼앗긴 영토는 주전충과 왕건에 의해 분할되었다.
907년, 주전충은 당나라를 멸망시켜 후량을 건국한다. 지방 세력은 이에 대항하여 차례로 새로운 국가를 수립하고 "왕"·"황제"를 자칭하게 되는 이른바 오대 십국 시대가 시작되었다. 이무정도 기의 국호로 독립했지만, 이전과 같은 유력 세력이 아니라 후량과 전촉 사이에서 간간히 세력과 명맥을 유지하고 있었다. 후당의 건국자인 이존욱이 후량를 멸하면서 이무정도 그 압력에 굴복하여 나라를 924년에 이존욱에게 바쳤다. 이무정은 후당의 제후로 진왕에 봉해졌지만 국가로서의 기나라는 사실 상 멸망했다.
이무정의 뒤를 이은 아들 이종엄은 이존욱에 의해 각지를 전전하게 되었다. 후일, 후당을 이은 후진이 들어서면 이종엄은 다시 기왕에 임명되어 기의 도읍이었던 봉상으로의 귀환이 허용되었지만, 946년 그가 사망하자 기왕 계보는 단절, 기나라는 역사 속으로 사라졌다.

## 역대 국왕
- 1. 이무정 (856년 - 924년, 재위 901년 - 924년)
- 2. 이종엄 (? - 946년, 재위 924년 - 946년)

§ 그러나 이종엄의 왕위는 오대(五代)의 왕조로부터 받은 제후로써의 왕위이며, 국가로서의 기왕(岐王)은 이무정 1대로만 되어있다.

## 같이 보기
- 기후시